# Werktagebuch
Werktagebuch – Frühe Dichtung und Prosa ist eine chronologisch und thematisch geordnete Sammlung des dichterischen Schaffens von François Maher Presley. Das Buch erschien im Juli 2012 im Verlag In-Cultura.com.

## Zur Charakteristik des Tagebuches
Das Buch enthält eine Auswahl von Kurzgeschichten, Gedichten, Briefen und Kartengrüßen aus den Jahren 1984–1992, aus der Epoche der späten, rheinisch-westdeutschen Bundesrepublik und der frühen „Nachwendezeit“ in Deutschland. In der zweiten Hälfte der 1980er Jahre kam es zu einer Verflachung des Kulturlebens als Folge von Perestroika und Glasnost, die eine äußere Bedrohung zunehmend unwahrscheinlich werden ließ und weil eine Generation gesellschaftliche Verantwortung übernahm, die Krieg und Entwurzelung nur im Fernsehen erlebt hatte. Presley beschreibt in „Haralds Katze“ einen dominanten Zug der „Generation Golf“: ihre latente Kommunikationsunfähigkeit und Distanz, die es immer wieder zu überwinden gilt. Für den Autor selbst trifft dies nicht zu, wie an der langen Reihe der Adressaten der Kartengrüße, Briefe und Gedichte ablesbar ist. Im Gegenteil, mehr als einmal wird Presleys ontologisch intersubjektive Auffassung aus seinen Ansprachen deutlich. Keiner erscheint ihm als hoffnungsloser Fall, selbst wenn die Liebesverbindung dem kreativen Geist zum Leidensweg wird: „...denn wenn Du lachst, habe ich Hoffnung, Hoffnung für Dich und auch für mich“ Kommunikation als „liebender Kampf“, wie es Karl Jaspers formulierte. Das menschliche Gegenüber-Komplement ist eine nicht zu übersehende Konstante im literarischen Werk des Autors.
Indessen steht das Werktagebuch nur zu einem, wenn auch wichtigen Teil: der vergänglichen Jugendjahre, die geprägt sind von einem intensiven Ich-Du-„Erleben“ in Beziehung. Aus seinen frühen in dieser Sammlung enthaltenen Arbeiten ist der kurze Lebensabschnitt seiner orientalisch geprägten Kindheit mit Höhen und Tiefen vertreten: Das sind zum einen die Reminiszenzen „Mutter“, „Als ich ein kleines Kind war“ mit seinem intensiven Naturerleben, dann aber die ergreifende Erzählung „Zu unseren Spielen“, einem Kriegsszenarium aus Damaskus. Das Naturphänomen Schnee war Presley bis 1967 nur von einem einmaligen Besuch auf den Golanhöhen bekannt, das norddeutsche Regen- und Nebelwetter, welches manchem seiner Texte das äußere „Kolorit“ verleiht, hält in ihm die Sehnsucht nach dem blauen Himmelszelt über der Wüste wach. Noch als Erwachsener, nach seiner Zeit im Benediktinerkloster, war ihm Deutschland, obwohl hier nach eigenen Worten zum Sprachkünstler (ICH HABE HEUTE ÜBER DAS LEBEN NACHGEDACHT, APRIL 1989 / FÜR HARALD ZÖRNER) erreift, noch ein land, das nicht meine heimat ist (13.01.86 / FÜR MEINE MUTTER MALLAKH).
Der Kulturanthropologe Matthias H. Rauert, der ab 1988 einige Jahre Weggefährte des Autors war, charakterisiert in seiner Einleitung zum „Werktagebuch“ grundlegende Züge von Presleys Dichtung: Der Wüstensonne gedenkt Presley mit Ehrfurcht; sie mag seinen Spiritualismus, der eigentlich ein Pneumatismus ist, genährt haben. Der Autor des „Klostertagebuches“ lehnt die äußeren Merkmale einer Gemeinde ab, gleich, ob im Christentum oder im Islam. Es ist auffallend, dass Presley des Öfteren die Themen Tod und „Neugebären“ behandelt, so in „meiner Geburt“. Rhematisch ist der Bezug oft anders gesetzt: Dann ist der Tod nicht das Ende des „Seins“, sondern dessen neuer Anfang, vor allem: Er tritt nicht erst irgendwann oder als äußerer Abschluss des Lebens ein, sondern täglich, jeden Moment. Die Perspektive des Todes wird hier mitten in das gelebte Leben hineinverlegt und erweitert es, konstitutiv im Brief „Als ich ein kleines Kind“ war. Tod ist hier nicht wirklicher Tod, auch nicht der „Tod des Autors“, sondern ein „virtuell“ (nach)empfundenes Erleben, zuweilen auch in anderen Menschen. Der „Tod im du“ ist freilich von anderer, intersubjektiver Qualität, belegt aber noch deutlicher, dass diesem Autor ein besonders tiefes und weites Erleben, wie es im Haupttitel des Klostertagebuches zum Ausdruck kommt, zu eigen ist. Das Neugebären andererseits steht im Kontext von Presleys damaliger Überzeugung von der Wiedergeburt der Menschen, so dass in jedem Menschen viele Generationen seiner Vorfahren leben. Damit ist der Mensch kein Individuum, sondern ein intergeneratives „wir“. Unter diesem Aspekt sind etwa Zu meiner Geburt und der Brief Was nun wird es sein, das es uns ermöglicht (11.11.90 / für Hannelore Greve) zu lesen.

## Personen und Adressaten
Die folgenden Persönlichkeiten erscheinen u. a. als Adressaten von Briefen und Widmungen (in der Reihenfolge wie im Tagebuch zuerst erwähnt):
- Ralf Altmeyer
- Jakob Augstein
- Alexander Beisel[1]
- Michaela Daudt
- Hans Eppendorfer
- Elke Figge
- Hannelore Greve
- Harald Gutzahn
- Halem El Hassadi
- Mallakh (Mutter des Autors)
- Rock Hudson
- Carsten W. Jungclaus
- Roger Kusch
- Michael Kusmierczyk
- Klaus Peters
- Waltraud Radke
- Martin Schallwig
- Raimond Schau
- Henriette Stamm
- Markus Tornau
- Claudia Voss
- Terje Magnussønn Watterdal[2]
- Stefan Weslowsky
- Harald Zörner

## Rezeption
Die Kurzgeschichten Lola, Ausflug, Blutrot passepartiert, Der Gärtner, Menschenfresser, Erwachen ― Assoziationen auf Lanzarote, Die Kugel, Die Späherin, Haralds Katze, Die Erfüllung, Die Erklärung, Die alte Geschichte, Kain und Der Ausritt – letztere zwei je durch ein Gedicht eingeleitet – wurden 1992 in der damaligen Fassung, das heißt, in der Form, wie sie in der Anthologie „Denkspiele“ vorlagen, von Matthias H. Rauert als Teile eines aufeinander bezogenen Corpus besprochen.
Drei Novellen wurden von Dezső Tandori ins Ungarische übersetzt und 1992 in der ungarischen Literaturzeitschrift Nagyvilág, Világirodalmi folyóirat, veröffentlicht:
Lola, S. 200; A felderítő (Die Späherin), S. 201ff; Vérvörös paszpartu (Blutrot passepartiert) S. 203ff.